# أبوكوتسي
أبوكوتسي (بالبلغارية: Ябълковци)‏ قرية تقع إدارياً ضمن تريافنا في بلغاريا. تعتمد أبوكوتسي للبريد على الرمز البريدي 5350.